# Four Saints in Three Acts
Four Saints in Three Acts è un'opera del compositore americano Virgil Thomson su un libretto di Gertrude Stein. Scritto nel 1927-8, comprende circa 20 santi ed è in almeno quattro atti. Fu una rottura di forme e contenuti, con il suo cast tutto nero, con i cantanti diretti da Eva Jessye, un'importante direttrice di cori di colore, sostenuta dal suo coro.
Thomson suggerì l'argomento e il libretto così come presentato può essere letto nelle raccolte delle opere di Stein. L'opera è caratterizzata da due santi spagnoli del XVI secolo: l'ex mercenario Ignazio di Loyola e la mistica Teresa d'Avila, così come i loro colleghi, reali e immaginari: San Pian, S. Settlement, S. Plot, S. Chavez ecc. Thomson decise di dividere il ruolo di S. Teresa tra due cantanti, "S. Teresa I" e "S. Teresa II", e aggiunse il maestro e la padrona delle cerimonie (Compère e Commère, letteralmente i "padrini") per cantare le didascalie di scena di Stein.

## Trama

### Atto 1
Dopo che il coro ha cantato un preludio, il primo atto si svolge presso la cattedrale d'Avila, Spagna; è intitolato "San Teresa metà dentro e metà fuori porta".

### Atto 2
"Potrebbe essere montagna se non fosse Barcellona", comprende un telescopio e scorci di un palazzo celeste.

### Atto 3
"San Ignazio e uno dei due, letteralmente" è un pic-nic e contiene la famosa aria di Ignazio "Piccioni sul prato". Si conclude con un balletto di tango.

### Atto 4
Il breve quarto atto ("Le sorelle ed i santi si riuniscono e rievocano il motivo per cui se ne andarono a starsene lontano.") è ambientato nel giardino di un monastero. Prima che la cortina cada, il Compère annuncia "Ultimo atto" e il coro risponde "Che è un fatto".

## Personaggi e interpreti
Il cast della produzione originale comprendeva:
| Personaggi                                  | Tipologia vocale | Interpreti della prima 7 febbraio 1934 |
| ------------------------------------------- | ---------------- | -------------------------------------- |
| Sant'Ignazio                                | baritono         | Edward Matthews                        |
| Santa Teresa I                              | soprano          | Beatrice Robinson-Wayne                |
| Santa Teresa II                             | contralto        | Bruce Howard                           |
| San Chavez                                  | tenore           | Embry Bonner                           |
| San Settlement                              | soprano          | Bertha Fitzhugh Baker                  |
| San Plan                                    |                  | Randolph Robinson                      |
| The Compère                                 | basso            | Abner Dorsey                           |
| The Commere                                 | mezzosoprano     | Altonnell Hines                        |
|                                             |                  | Ruby Greene                            |
| Sorella di Edward Matthews                  |                  | Inez Matthews                          |
|                                             |                  | Charles Holland                        |
| Il coro di Eva Jessye diretto da Eva Jessye |                  |                                        |

## Produzioni
Dopo la sua prima esecuzione il 7 febbraio 1934, al Wadsworth Atheneum di Hartford, nel Connecticut, Four Saints in Three Acts esordì a Broadway al Teatro sulla 44th Strada il 20 febbraio 1934. L'opera era notevole nel sfidare molti aspetti tradizionali del melodramma. Il libretto di Stein è più concentrato sull'affinità dei suoni delle parole che sulla presentazione di una narrazione. La musica di Thomson era non convenzionale nella sua semplicità. Eva Jessye, pioniere della musica nera a New York, diresse i cantanti e il suo coro nella produzione. La produzione fu diretta da John Houseman, che aveva 31 anni e aveva solo recentemente rivolto la sua attenzione al teatro dopo una carriera come speculatore nel mercato internazionale del grano.
La scena della prima produzione, disegnata dall'artista Florine Stettheimer, comprendevano cose come fondali di cellophane e i costumi (anche questi di Stettheimer) erano di pizzo, seta e taffetà colorato. Frederick Ashton si occupò della coreografia (dopo che George Balanchine aveva rifiutato il lavoro).
Insolito fu anche considerato la rappresentazione dei santi europei con un cast tutto di colore, per la qual cosa non esisteva precedente nella storia americana. Questi elementi non convenzionali portarono ad una prima produzione di successo e ben accolta. Mentre i critici erano divisi, il pubblico accettò il mondo fantasy creato dai cantanti, che trasmetteva vividamente le parole e le melodie assegnate ai loro personaggi santi.
L'opera sarebbe stata eseguita in seguito come concerto oratorio, come nelle trasmissioni radiofoniche del 1942 e 1947. Inoltre fu diretta una produzione a Town Hall da Alexander Smallens nella quale John Serry Sr. collaborò come fisarmonica orchestrale e Leonard De Paur come direttore del coro. Gli spettacoli sul palcoscenico furono prodotti nel 1952 e nel 1973. Nel 1981 fu eseguita una versione da concerto a New York per l'ottantacinquesimo compleanno di Thomson. Per questo spettacolo Betty Allen, Gwendolyn Bradley, William Brown, Clamma Dale, Benjamin Matthews, Florence Quivar e Arthur Thompson hanno cantato le parti principali.
Ci sono state anche messe in scena di Robert Wilson e del coreografo Mark Morris, che ha creato un pezzo di danza per questo. Il coinvolgimento di fotografi come Lee Miller, Carl Van Vechten e George Platt Lynes nel documentare e rappresentare l'opera e le sue rappresentazioni originali nel 1934 è esaminato nel libro di Allmer e Sears 4 Santi in 3 atti: un'istantanea dell'Avanguardia americana negli anni '30 (2017, Manchester University Press), che accompagnerà una mostra di fotografie ed oggetti presso The Photographers' Gallery di Londra, nell'ottobre 2017.

### Ulteriori letture
- Renate Stendhal, "Quoting Gertrude Stein", blog by Stein scholar
- Renate Stendhal, ed., Gertrude Stein In Words and Pictures: A Photobiography, Chapel Hill: Algonquin Books of Chapel Hill, 1989. ISBN 0-945575-99-8; ISBN 978-0-945575-99-3.